# Schilbe grenfelli
Schilbe grenfelli е вид лъчеперка от семейство Schilbeidae. Видът не е застрашен от изчезване.

## Разпространение
Разпространен е в Ангола, Габон, Демократична република Конго, Камерун и Централноафриканска република.

## Описание
На дължина достигат до 50 cm.